# John Aldred (Tontechniker)
John Aldred (* August 1921 in Doncaster, South Yorkshire, England; † 15. Dezember 2020 in Worthing) war ein britischer Tontechniker.

## Leben
Aldred begann seine Karriere Anfang der 1940er Jahre. Sein Debüt hatte er 1942 ohne Namensnennung im Abspann beim Kriegsfilm In Which We Serve von Noël Coward und David Lean. Nach dem Ende des Zweiten Weltkriegs arbeitete er an weiteren britischen Filmproduktionen wie Edward, mein Sohn und Sklavin des Herzens. In den 1960er Jahren war er unter anderem an Dr. Seltsam oder: Wie ich lernte, die Bombe zu lieben beteiligt. 1970 war er für Königin für tausend Tage erstmals für den Oscar in der Kategorie Bester Ton nominiert. 1972 folgte die zweite und letzte Nominierung für den Oscar, diesmal geteilt mit Bob Jones, für Maria Stuart, Königin von Schottland. Nach drei Jahrzehnten zog sich Aldred 1973 aus dem Filmgeschäft zurück.

## Filmografie (Auswahl)
- 1942: In Which We Serve
- 1949: Edward, mein Sohn (Edward, My Son)
- 1949: Sklavin des Herzens (Under Capricorn)
- 1953: Die Ritter der Tafelrunde (Knights of the Round Table)
- 1953: Es begann in Moskau (Never Let Me Go)
- 1959: Feinde von gestern (Yesterday’s Enemy)
- 1964: Dr. Seltsam oder: Wie ich lernte, die Bombe zu lieben (Dr. Strangelove or: How I Learned to Stop Worrying and Love the Bomb)
- 1966: Das Quiller-Memorandum – Gefahr aus dem Dunkel (The Quiller Memorandum)
- 1967: Der Widerspenstigen Zähmung (The Taming of the Shrew)
- 1969: Charlie staubt Millionen ab (The Italian Job)
- 1969: Königin für tausend Tage (Anne of the Thousand Days)
- 1971: Maria Stuart, Königin von Schottland (Mary, Queen of Scots)

## Auszeichnungen
- 1970: Oscar-Nominierung in der Kategorie Bester Ton für Königin für tausend Tage
- 1972: Oscar-Nominierung in der Kategorie Bester Ton für Maria Stuart, Königin von Schottland